# Christer Fant
Christer Michael Fant (født 10. marts 1953 i Sigtuna) er en svensk skuespiller. Han er søn af skuespilleren George Fant.

## Udvalgt filmografi
- Gösta Berlings saga (tv-serie, 1986)
- Bulan (1990)
- Sunes jul (julekalender, 1991)
- Evil Ed (1995)
- Pistvakt (tv-serie, 1998)
- Før stormen (2000)
- Pelle Haleløs og den store skattejagt (2000)
- Hånden på hjertet (2000)
- Gossip (2000)
- Nedtælling (2001)
- Den 5. kvinde (tv-serie, 2002)
- Det næste skridt (2005)
- LasseMajas detektivbyrå (tv-serie, 2006)
- Playa del Sol (tv-serie, 2007)
- Labyrint (tv-serie, 2007-2008)
- Kommissæren og havet (tv-serie, 2009)
- Vores venners liv (tv-serie, 2010)
- En pilgrims død (tv-serie, 2013)
- Fjällbacka-mordene - Lysets dronning (2013)
- Bamse og heksens datter (animationsfilm, 2016)
- Bonusfamilien (tv-serie, 2017-2019)
- Young Royals (tv-serie, 2021)
- Nelly Rapp: Dødens spejl (2023)